# Saniki (Radomsko)
Saniki – część miasta Radomska położona w jego północno-wschodniej części, w widłach ulic Sanickiej i Przedborskiej. Do 1986 samodzielna miejscowość.

## Historia
Saniki to dawna kolonia. Do 1954 należały do gminy Radomsk (Noworadomsk) w powiecie radomszczańskim (1867–1922 pn. noworadomski), początkowo w guberni piotrkowskiej, a od 1919 w woj. łódzkim. Tam 2 listopada 1933 kolonia Saniki Nr II i kolonia Saniki-Okrajszów utworzyły gromadę o nazwie Saniki w gminie Radomsk.
Podczas II wojny światowej Saniki włączono do Generalnego Gubernatorstwa (dystrykt radomski, Landkreis Radomsko, gmina Radomsko). W 1943 roku liczba mieszkańców wynosiła 372 mieszkańców. Po wojnie w województwie łódzkim, jako jedna z 16 gromad gminy Radomsko w powiecie radomszczańskim.
W związku z reformą znoszącą gminy jesienią 1954 roku, Saniki zostały przedzielone. Obszar położony na wschód od szosie płoszowskiej (obecnie ulicy Sanickiej) włączono do nowo utworzonej gromady Płoszów, natomiast tereny między szosami od Radomska do Przedborza (obecnie ulica Przedborska) i do Płoszowa (obecnie ulica Sanicka) włączono do nowo utworzonej gromady Kietlin. W związku ze zniesieniem gromad Płoszów i Kietlin 31 grudnia 1961 obie części Sanik włączono do nowo utworzonej gromady Radomsko. Tam Saniki przetrwały do końca 1972 roku, czyli do kolejnej reformy gminnej.
1 stycznia 1973 Saniki weszły w skład reaktywowanej gminy Radomsko w powiecie radomszczańskim w województwie łódzkim. W latach 1975–1986 należały administracyjnie do województwa piotrkowskiego.
17 lipca 1986 większą część Sanik (320 ha) wyłączono z gminy Radomsko i włączono do Radomska.